# Рубіжинський сільський округ
Рубі́жинський сільський округ (каз. Рубёжин ауылдық округі, рос. Рубежинский сельский округ) — адміністративна одиниця у складі Байтерецького району Західноказахстанської області Казахстану. Адміністративний центр та єдиний населений пункт — село Рубіжинське.
Населення — 1482 особи (2021; 1649 у 2009, 1689 у 1999, 1026 у 1989).
Станом на 1989 рік існувала Рубіжинська сільська рада (села Рубіжинське, Чулпан) колишнього Приурального району. 2011 року було ліквідовано село Чулпан.

## Склад
До складу округу входять такі населені пункти:
| Населений пункт   | Старі назви | Населення, осіб (1989) | Населення, осіб (1999) | Населення, осіб (2009) | Населення, осіб (2021) |
| ----------------- | ----------- | ---------------------- | ---------------------- | ---------------------- | ---------------------- |
| Рубіжинське, село | -           | 956                    | 1689                   | 1628                   | 1482                   |
| Чулпан, село      | -           | 70                     | 0                      | 21                     | -                      |